# ترخس فاتح
ترخس فاتح (الاسم العلمي:Trechus dilutus) هو نوع من الحشرات يتبع جنس الترخس من فصيلة الخنافس الأرضية.